# Kodama (album)
Pour les articles homonymes, voir Kodama (homonymie).
Albums de Alcest
Shelter
(2014) Spiritual Instinct
(2019)
Kodama est le cinquième album studio du groupe français de blackgaze Alcest, sorti le 30 septembre 2016 sous le label Prophecy Productions,,. L'album est inspiré du film d'animation Princesse Mononoké de Hayao Miyazaki.

## Liste des pistes
| 1.    | Kodama             | 9:07 |
| 2.    | Éclosion           | 8:54 |
| 3.    | Je suis d'ailleurs | 7:22 |
| 4.    | Untouched          | 5:12 |
| 5.    | Oiseaux de proie   | 7:50 |
| 6.    | Onyx               | 3:51 |
| 42:12 |                    |      |

| Édition limitée (piste bonus) | Édition limitée (piste bonus) | Édition limitée (piste bonus) | Édition limitée (piste bonus) | Édition limitée (piste bonus) | Édition limitée (piste bonus) | Édition limitée (piste bonus) | Édition limitée (piste bonus) | Édition limitée (piste bonus) | Édition limitée (piste bonus) |
| No                            | Titre                         | Durée                         |                               |                               |                               |                               |                               |                               |                               |
| ----------------------------- | ----------------------------- | ----------------------------- | ----------------------------- | ----------------------------- | ----------------------------- | ----------------------------- | ----------------------------- | ----------------------------- | ----------------------------- |
| 1.                            | Notre sang et nos pensées     | 6:06                          |                               |                               |                               |                               |                               |                               |                               |
| 48:18                         |                               |                               |                               |                               |                               |                               |                               |                               |                               |